# 万倉村
万倉村（まぐらそん）は、山口県厚狭郡にあった村。現在の宇部市の北西部、有帆川の中流域および美祢市伊佐町奥万倉にあたる。

## 地理
- 河川 ： 有帆川、厚東川

## 歴史
- 1889年（明治22年）4月1日 - 町村制の施行により、芦河内村・今富村・矢矯村・奥万倉村・西万倉村・東万倉村の区域をもって発足。
- 1955年（昭和30年）4月1日 - 船木町・吉部村と合併して楠町が発足。同日万倉村廃止。
- 1955年（昭和33年）11月1日 - 楠町のうち旧村域の一部（大字奥万倉の一部）が美祢市に編入。

## 交通

### 鉄道路線
- 船木鉄道（1961年廃止）
  - 船木鉄道線
    - 宗方駅 - 伏附駅 - 万倉駅 - 矢矯駅（1944年休止） - 今富駅（1944年休止）

### 道路
現在は旧村域を中国自動車道が通過するが、当時は未開通。